# Kızılibrik, Ilgaz
Kızılıbrık là một xã thuộc huyện Ilgaz, tỉnh Çankırı, Thổ Nhĩ Kỳ. Dân số thời điểm năm 2010 là 72 người.